# میدوی، شهرستان نوکس، تنسی
میدوی (به انگلیسی: Midway) یک منطقهٔ مسکونی در ایالات متحده آمریکا است که در شهرستان ناکس، تنسی واقع شده‌است. میدوی ۲۶۲٫۱۳ متر بالاتر از سطح دریا واقع شده‌است.